# Mireia Mena
Mireia Mena (1973 a Parets del Vallès) és una biòloga, professora, músic i activista catalana. Graduada en Biologia per la Universitat de Barcelona, també va completar un postgrau en comunicació científica, combinant la seva passió per la ciència amb altres àmbits com la música i la glosa.

## Aspectes musicals
Un dels aspectes més destacats de la seva carrera és la seva contribució en el món de la glosa. La Mireia ha estat part de diverses propostes musicals, destacant-se com a membre del grup De Calaix i la creació de projectes innovadors com La Glosa Nostra i Glosa de Butxaca. A més de la seva contribució artística, Mireia Mena ha estat una figura clau en la promoció de la glosa com a eina educativa. Ha format part de projectes com Corrandescola i Improversem, fomentant l'ús de la glosa en l'ensenyament i el debat.
Palmarès glosador:
- Combat d'Espolla

## Aspectes mediambientals
Amb un enfocament destacat en la preservació del medi ambient, Mireia Mena ha estat una defensora activa de la sostenibilitat. La seva participació en iniciatives, com el rol com a tècnica de Custòdia Agrària a IAEDEN-Salvem l'Empordà han estat testimoni del seu compromís amb la consciència ambiental. Com a autora, Mireia Mena ha coescrit el llibre "Compartir amb la natura. Com organitzar un campament ecològic" (2000) en col·laboració amb Jordi Miralles, publicat per la Fundació Terra i Fundació Ferrer i Guàrdia.

## Discografia
Decalaix
- 2003: Pantone 1505
- 2006: Pantone 368
- 2007: Escudella de nadales
- 2015: Veus al ball